# Madura (Insel)
Madura ist eine der indonesischen Inseln. Die langgestreckte Insel verläuft nördlich entlang des östlichen Teils der indonesischen Hauptinsel Java auf Höhe der Hafenstadt Surabaya. 
Seit Juni 2009 ist Madura über die 5,4 km lange Suramadu-Brücke (indon. Jembatan Suramadu) mit der Insel Java verbunden.

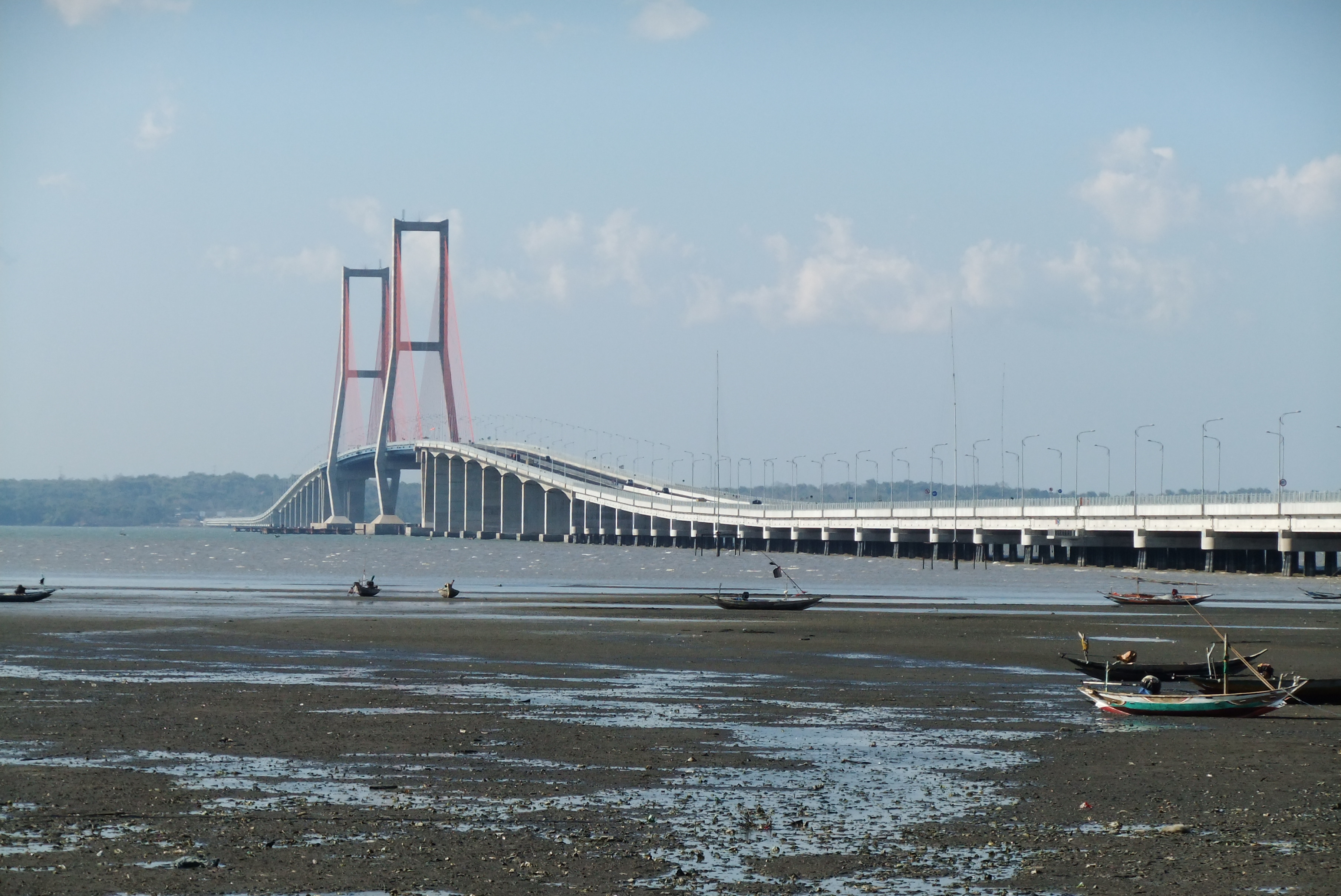
Die Suramadu-Brücke verbindet Madura mit Java

Die Fläche der Insel beträgt 4.428,9 km². Auf ihr leben rund 6,8 Millionen Einwohner. Die Fläche aller 127 Inseln beträgt 5.168 km². Seit dem 16. Jahrhundert machen Muslime den Großteil der Bevölkerung aus.
Die Insel ist Teil der indonesischen Provinz Jawa Timur (Ostjava). Die meistgesprochene Sprache ist Maduresisch, die auch auf vielen der umliegenden 126 Inseln benutzt wird. Die zwei traditionellen Wirtschaftszweige sind Landwirtschaft und Fischerei. Technologisch ist Madura weniger stark entwickelt als ihre größere Nachbarinsel Java. Des Weiteren werden auf Madura Kretek-Zigaretten hergestellt und wird Salz in Salinen auf Flächen von bis zu 15.000 Hektar gewonnen. Die Insel wird daher auch als „Salz-Insel“ bezeichnet und ist die größte Salzquelle Indonesiens.
Zu den besonderen kulturellen Ereignissen, die in vielen Dörfern in den Sommermonaten stattfinden, gehören Bullenwettrennen (kerapan sapi), bei denen ein Jockey zwei Bullen über eine Distanz von 80 bis 130 Metern treibt. Die Bullen werden bei der Veranstaltung bunt geschmückt und zur Musik von Gongs und der Kegeloboe saronen vorgeführt. Von dieser Insel stammt auch eine kulinarische Spezialität, die Soto Madura, eine dicke kräftige Suppe.